# فيكتور بيزيرا
فيكتور بيزيرا (بالإنجليزية: Victor Bezerra)‏ هو لاعب كرة قدم أمريكي في مركز الهجوم، ولد في 5 فبراير 2000 في شيكاغو في الولايات المتحدة.

## وصلات خارجية
- فيكتور بيزيرا على موقع الدوري الأمريكي (الإنجليزية)
- فيكتور بيزيرا على موقع قاعدة بيانات كرة القدم.إي يو (الإنجليزية)
- فيكتور بيزيرا على موقع Soccerway.com (الإنجليزية)